# Емиграция
Емигранти пренасочва насам.  За шведския филм от 1971 вижте Емигранти (филм, 1971). За българския филм от 2002 вижте Емигранти (филм, 2002).
Емиграцията (от латински: e навън; migrare ходя, или emigratio, синоними емигриране, изселване) е доброволното или насилствено напускане за дълъг период от време на страната на обитаване и заселване в друга страна. Обикновено това е причинено от някаква отрицателна промяна в живота, била тя природна, икономическа или военна.
Емигрантсвото не е равносилно на масово насилствено изселване на етническа основа.
Причините за напускане на дадена страна могат да бъдат такива, които привличат (познати като изтеглящи фактори), и такива, които принуждават човек да напусне (познати като изтласкващи фактори).

## Отблъскващи фактори
- война или друг въоръжен конфликт
- глад или суша
- болест
- бедност
- религиозна нетърпимост
- природни бедствия
- политическа система
- икономически фактори

## Привличащи фактори
- по-високи доходи
- по-добър климат
- по-добри възможности за работа
- по-добри здравни услуги
- по-добро образование
- по-добро отношение между хората
- семейни причини
- политическа стабилност
- религиозна толерантност
- относителна свобода

## Големи емиграционни вълни
Големи по мащаб миграционни вълни е имало в различни периоди от човешката история, например:
- нашествието на варварските племена в Римската империя
- заселването на европейци на Американския континент
- периодите на „златна треска“ в Калифорния, Аляска и други

## Български емиграционни вълни
Българите преживяват няколко силни емиграционни вълни.
- След Първата световна война.
- След смяната на политическата система в средата на 1940-те години.
- След икономическия колапс през 1990-те години.
- След масовото изселване на български граждани от турски произход през 1978 г., 1989 г. към Турция.

## Емигранти и имигранти
Мигриращите хора се наричат:
- емигранти – спрямо напуснатата страна
- имигранти – спрямо приемащата страна.